# Cathy Yan
Cathy Yan (Chinees: 閻羽茜) (1986) is een Chinees-Amerikaanse regisseuse en scenarioschrijfster.

## Biografie
Cathy Yan werd in 1986 in China geboren en groeide op in Hongkong en Washington D.C.. Op vierjarige leeftijd verhuisde ze met haar familie naar de Verenigde Staten. Ze behaalde in 2008 een bachelor aan de Princeton-universiteit en in 2014 een master aan de New York-universiteit. Twee jaar later behaalde ze ook een filmdiploma aan de Tisch School of the Arts.

## Carrière
Yan begon haar carrière als journaliste voor de Los Angeles Times en Wall Street Journal. Ze werkte vanuit New York, Hongkong en Peking. Na haar journalistieke loopbaan ging ze aan de slag als filmmaakster.
Yan produceerde enkele korte films alvorens de Amerikaans-Chinese productie Dead Pigs (2018) te regisseren. De film ging in januari 2018 op het Sundance Film Festival in première en werd er bekroond met de Special Jury Prize. Enkele maanden later werd Yan door Warner Bros. in dienst genomen om de DCEU-superheldenfilm Birds of Prey te regisseren. Ze is de eerste Aziatische vrouw die een superheldenfilm regisseert.

## Filmografie
| Jaar | Titel         | Regisseuse | Scenariste |
| ---- | ------------- | ---------- | ---------- |
| 2018 | Dead Pigs     |            |            |
| 2020 | Birds of Prey |            |            |